# Busto del Padre Vinjoy
L'escultura urbana coneguda pel nom Busto del Padre Vinjoy, ubicada a l'avinguda Monumentos (Naranco), a la ciutat d'Oviedo, Principat d'Astúries, Espanya, és una de les més d'un centenar que adornen els carrers de l'esmentada ciutat espanyola.
El paisatge urbà d'aquesta ciutat, es veu adornat per obres escultòriques, generalment monuments commemoratius dedicats a personatges d'especial rellevància en un primer moment, i més purament artístiques des de finals del segle xx.
L'escultura, feta de bronze, és obra de Covadonga Romero Rodríguez, i està datada 1950.
La seva col·locació era el fruit del desig de l'Ajuntament d'Oviedo de retre un homenatge a la figura de Domingo Fernández Vinjoy (Castropol 1828, Oviedo 1897), per la qual cosa es va decidir ubicar, al setembre de l'any 1950, un bust del mateix en la porta de l'edifici on es trobava la Fundació creada pel Pare Vinjoy, que va ser sagristà major de la Catedral, i fundador d'un asil d'orfes, traslladat a principis del segle XX a l'edifici del Crist. L'any 2000, va ser traslladat com les instal·lacions de l'asil a l'Avinguda dels Monuments, al costat de la muntanya Naranco.